# Municipio de Watkins (Misuri)
El municipio de Watkins (en inglés: Watkins Township) es un municipio ubicado en el condado de Dent en el estado estadounidense de Misuri. En el año 2010 tenía una población de 1571 habitantes y una densidad poblacional de 5,28 personas por km².

## Geografía
El municipio de Watkins se encuentra ubicado en las coordenadas 37°41′26″N 91°43′47″O / 37.69056, -91.72972. Según la Oficina del Censo de los Estados Unidos, el municipio tiene una superficie total de 297.56 km², de la cual 297,09 km² corresponden a tierra firme y (0,16 %) 0,47 km² es agua.

## Demografía
Según el censo de 2010, había 1571 personas residiendo en el municipio de Watkins. La densidad de población era de 5,28 hab./km². De los 1571 habitantes, el municipio de Watkins estaba compuesto por el 96,5 % blancos, el 0,45 % eran afroamericanos, el 0,57 % eran amerindios, el 0,64 % eran asiáticos, el 0,19 % eran de otras razas y el 1,65 % eran de una mezcla de razas. Del total de la población el 1,21 % eran hispanos o latinos de cualquier raza.